# 久伊豆社 (鴻巣市郷地)
久伊豆社（ひさいずしゃ）は、埼玉県鴻巣市の神社。

## 歴史
創建年代は不明である。ただ「元禄十三年（1700年）」に造立された灯籠があることから、その頃までには既に存在していたものと推測される。近くの安楽寺が別当寺であった。
1873年（明治6年）、近代社格制度に基づく「村社」に列せられ、1909年（明治42年）の神社合祀により「稲荷社」が合祀された。1916年（大正5年）に社殿前のスペースが狭かったことから、社殿を7メートルほど奥に移した。

## 交通アクセス
- 路線バス関東福祉専門学校前停留所より徒歩17分。